# Albatros becgroc atlàntic
L'albatros becgroc atlàntic (Thalassarche chlororhynchos) és un gran ocell marí de la família dels diomedeids (Diomedeidae) que habita l'Atlàntic meridional.

## Hàbitat i distribució
Ocell d'hàbits pelàgics, cria a l'illa Gough i l'arxipèlag de Tristan da Cunha dispersant-se per l'Atlàntic Meridional.